# Ракабаэле, Винсент
Габашане Винсент Ракабаэле (англ. Gabashane Vincent Rakabaele; 3 сентября 1948 — 2 ноября 2003) — лесотский легкоатлет, выступавший в беге на длинные дистанции и марафонском беге. Участник летних Олимпийских игр 1980 и 1984 годов.

## Биография
Винсент Ракабаэле родился 3 сентября 1948 года.
Активно участвовал в марафонских и ультрамарафонских забегах в ЮАР. Трижды выигрывал Южноафриканский марафон в 1976, 1979 и 1982 годах. Выиграл забег на 56 км «Два океана» в Кейптауне, выступал в 90-километровом Товарищеском ультрамарафоне.
В 1978 году участвовал в Играх Содружества в Эдмонтоне. В беге на 10 000 метров занял 16-е место с результатом 32 минуты 8,43 секунды.
В 1980 году вошёл в состав сборной Лесото на летних Олимпийских играх в Москве. В марафоне занял 36-е место, показав результат 2 часа 23 минуты 29 секунд и уступив 12 минут 26 секунд завоевавшему золото Вальдемару Церпински из ГДР.
В 1982 году показал лучший результат в карьере на Межпровинциальном марафоне в Порт-Элизабет (2:11.44), войдя в двадцатку лучших бегунов сезона в мире.
В 1984 году вошёл в состав сборной Лесото на летних Олимпийских играх в Лос-Анджелесе. В марафоне занял 61-е место с результатом 2:32.15, уступив 22 минуты 54 секунды победителю Карлушу Лопишу из Португалии.
Умер 2 ноября 2003 года.

## Личный рекорд
- Марафон — 2:11.44 (1982)[1]